# نثاری تونی
نثاری تونی، (زاده تون)، از شاعران سده ۱۰ هجری و معاصر شاه تهماسب اول صفوی بود.
سام‌میرزا صفوی، در کتابش تحفه سامی می‌نویسد :
نثاری تونی بوفور فضیلت محلی است و شعر او از معایب معرا و بسرعت فهم وحدت طبع و به حسن خلق و کثرت تواضع معروف است و در شعر و انشاء و معما بی بدل است. 

## آثار
- دیوان نثاری ‌‌‌‌:

دیوان نثاری تونی در دست است که تعداد ابیات آن در نسخه‌های موجود متفاوت است. از دیوان او تاکنون دو نسخه شناسایی شده است: 
الف) نسخۀ شماره ٣٢٨۵ در کتابخانه مرکزی دانشگاه تهران، متعلق به سده یازدهم شامل سه‌هزار بیت حاوی قصاید و غزلیات که آغاز و انجام آن ناقص است.
ب) نسخۀ ٣٢٨۵ همان کتابخانه تحریر سده دوازدهم با حدود پنج‌هزار بیت، شامل غزلیات و قصاید و ترکیب‌بندها که غزل‌ها و قصاید براساس قافیه مرتب شده است. چند قصیده در منقبت علی ابن موسی الرضا که مراتب خلوص عقیده و احترام خود را نسبت به امام همان ابراز داشته و بقیه در ستایش چند تن از رجال عصر صفوی از جمله: نظام‌الدین شاهقلی سلطان استاجلو ، خواجه جلال‌الدین امیر بیگ وزیر، خواجه شمس‌الدین محمد نورکمال و امیر آیغوت‌بیگ استاجلوست. 
- مثنوی سرو و تذرو:

از آثار وی، می‌توان به کتاب سرو و تذرو اشاره کرد که به وسیلهٔ دکتر محمد جعفر یاحقی تصحیح شده‌است. این مثنوی بر وزن شاه و درویش است و ٢٣٨۵ بیت دارد. 

## نمونه شعر
| دل شبی چنگ در آن سلسله محکم زد     |  | باد صبح آمد و آن سلسله را بر هم زد |
| ای دل غمگین به تنگ از خانه تن آمدی |  | عاقبت خون گشتی و از چشم روشن آمدی  |

| ای گرد کوی یار دمی از هوا نشین  |  | مهمان مردمان شو در دیده ها نشین  |
| ای تیر یار از نظرش چون فتاده ای |  | ما هم فتاده ایم به پهلوی ما نشین |

‌‌